# Bourgeois Fjord
Bourgeois Fjord – fiord w północno-wschodniej części Zatoki Małgorzaty między wyspami Pourquoi Pas Island i Blaiklock Island a zachodnim wybrzeżem Ziemi Grahama na Półwyspie Antarktycznym, oddzielający Loubet Coast od Fallières Coast.

## Nazwa
Nazwany przez Jeana-Baptiste Charcota (1867–1936) na cześć francuskiego wojskowego Roberta Bourgeois (1857–1945) .  

## Geografia
Stosunkowo wąski fiord  o długości ok. 48 km i szerokości od 4,5 do 8 km, leżący w północno-wschodniej części Zatoki Małgorzaty , między wyspami Pourquoi Pas Island i Blaiklock Island a zachodnim wybrzeżem Ziemi Grahama na Półwyspie Antarktycznym , oddziela Loubet Coast od Fallières Coast . Łączy lodowce odprowadzające lód z pokrywy lodowej Półwyspu Antarktycznego (ang. Antarctic Peninsula Ice Sheet, APIS) z Zatoką Małgorzaty .
Bourgeois Fjord obejmuje główny fiord na północ od 67°37′S, który oddzielony jest stosunkowo płytkim progiem o głębokości 300 m od węższego fiordu zewnętrznego otwierającego się na zachód do Zatoki Małgorzaty . 
Główny fiord zajmuje powierzchnię 90 km², a jego głębokość sięga 665 m . Spływają do niego lodowce: Lliboutry Glacier, Perutz Glacier i Bader Glacier . 
Fiord zewnętrzny to stosunkowo wąski kanał pomiędzy wyspami Pourquoi Pas Island i Ridge Island . Jego głębokość waha się między 450 a 680 m, a dno charakteryzuje się licznymi wzniesieniami .  

## Historia
Odkryty i zmapowany przez francuską ekspedycję antarktyczną (1908–1910) pod kierownictwem Jeana-Baptiste Charcota (1867–1936) . W 1936 roku ponownie zbadany przez Brytyjską Ekspedycję do Ziemi Grahama (ang. British Graham Land Expedition, BGLE) pod dowództwem Johna Rymilla (1905–1968) . Następnie przebadany w latach 1948–1949 przez Falkland Islands Dependencies Survey (FIDS) .